# オリジナル・オブ・ザ・スピーシーズ
「オリジナル・オブ・ザ・スピーシーズ」（Original of the Species）は、U2が2004年に発表したアルバム『原子爆弾解体新書〜ハウ・トゥ・ディスマントル・アン・アトミック・ボム』に収録されている曲である。

## 概要
『All That You Can't Leave Behind』のアウトテイクで、最初、ボノはエッジの娘のホリーのために歌詞を書いたが（このヴァージョンを聴いた時、エッジは号泣したらしい）、後で普遍的なものに書き換えた。10代の女の子への応援歌である。
ボノはこの曲はアルバムのベストトラックで、ジョン・レノンの影響が窺えると述べている。
USとUKでプロモシングルがリリースされている。

## PV

### Official Video
- 監督：キャサリン・オーウェンズ
- 編集：オリバー・ウィッキー、ブルー・ロック
- フィルム処理：マーク・ペリントン
- DP：トム・クルーガー
- ロケ地：Madison Square Garden（ニューヨーク）、United Center（シカゴ）
- 撮影日：2005年9月
- リリース日：2005年11月24日

### Alternate Version
- 監督：マーク・ペリントン
- ロケ地：Madison Square Garden（ニューヨーク）
- 撮影日：2005年10月
- リリース日：2006年1月11日

U2のPV史上初CGを使用している。ボノはこのCGを初めて見た時、監督のキャサリンに「ビデオの中で彼女の頭の中に入って、彼女の世界の中に入りたい。そして彼女に僕の世界を見てもらいたい」と言った。
バンドの撮影は2か所で行われた。バンドのモーションキャプチャーは、オタワのXYZ/RGB、ロサンゼルスのHouse of MovesとBlur Studioと一緒に、2005年9月、シカゴで行われた。バンドのメンバーの頭部のスキャンもそこで行われ、ボノのフォーマンスの撮影も行われた。ライブパフォーマンスの映像はU2が10月にVertigoツアーでMadison Square Gardenで公演した際、マーク・ペリントンがバックステージで撮影した。ビデオの制作には七週間を費やした。
ちなみにPVに使われている曲はアルバムヴァージョンではなく、2005年の夏、ジャックナイフ・リーをプロデューサーに迎えてオランダでレコーディングしたヴァージョンである。
Alternate Versionはマーク・ペリントンが撮影したライブ映像を元に作られている。

## ライブ
Vertigoツアーではボノがアコギ、エッジがピアノという形で演奏されたが、DVD『Vertigo 05: Live from Milan』に収録されているヴァージョンでは、フルバンドとオーケストラを従え、スタジオヴァージョンに近い形で演奏されている。

## アウトアピアランス
- Every Mother Counts 2012 (2012) - アメリカのモデルのクリスティ・ターリントン・バーンズが立ち上げた世界中の女性と母親の生活改善を目指す支援団体、エヴリー・マザー・カウンツのチャリティアルバム。ボノとエッジがOriginal of the Species (Acoustic Version)を提供。

## 評価
- 2004年Qマガジンが選ぶ聞くべき1曲[4]